# Ленгипронефтехим
Ленгипронефтехим (ООО «Ленгипронефтехим») — Санкт-Петербургский институт по проектированию предприятий нефтеперерабатывающей и нефтехимической промышленности. Ведущий проектный институт России — был основан в 1945 году. На протяжении 70-ти с лишним лет он занимается развитием отечественной и зарубежной нефтепереработки и нефтехимии, во многом определяя топливную стратегию страны.
До сегодняшнего дня на нефтеперерабатывающих заводах Болгарии и Венгрии, Индии и Кореи, Кубы и Македонии, Турции и Эфиопии, стран СНГ, Балтии и России работают более четырёхсот технологических объектов, выполненных по проектам Ленгипронефтехим.
Среди партнёров институты России и СНГ, ведущие зарубежные компании CB&I Lummus Global, Anox (Швеция), Axens и Packinox (Франция), Shell (Великобритания), Siemens (Германия), Sulzer (Швейцария), UOP (США), KTI (Италия) и другие.
Активно сотрудничает с ведущими нефтяными компаниями России: ПАО «Сургутнефтегаз», ПАО «Лукойл», ОАО «ТНК», ОАО «НГК «Славнефть», ПАО «НК «Роснефть» и другие.

## Направления деятельности
ООО «Ленгипронефтехим» занимается разработкой проектно-сметной документации на всех стадиях и сопровождение закупок оборудования для нового строительства и реконструкции, технического перевооружения установок, комплексов и заводов по переработке нефти и газового конденсата любой мощности, в том числе:
Технологических установок
- гидрокрекинга газойлей и остатков;
- флексикокинга;
- пиролиза;
- производства полиэтилена;
- производства полипропилена;
- производства моноэтиленгликоля;
- первичной переработки нефти;
- каталитического крекинга;
- алкилирования;
- олигомеризации;
- замедленного коксования;
- производства водорода;
- очистки, отпарки кислых вод;
- каталитического риформинга бензинов;
- гидроочистки моторных топлив;
- изомеризации;
- экстракции ароматических углеводородов;
- производства серы;
- газофракционирующих установок.

Объектов общезаводского хозяйства:
- перевалочных нефтебаз (железнодорожных, морских и речных) для перевалки нефтепродуктов, нефти, сжиженных газов и жидких химических грузов;
- резервуарных парков нефти, нефтепродуктов, химических продуктов, сжиженных углеводородных газов;
- систем очистки промышленных и бытовых сточных вод;
- факельных установок в том числе закрытых;
- воздушных и газовых компрессорных, компрессорных инертных газов;
- железнодорожных и автомобильных эстакад слива/налива нефтепродуктов, химических продуктов, сжиженных газов;
- инженерных сетей и коммуникаций.

Разработка индивидуальных технических проектов технологических печей для нагрева нефти и нефтепродуктов.
Разработка технических проектов нестандартизированного оборудования (колонны, реакторы, ёмкости, теплообменники, сепараторы).
Разработка базовых проектов технологических установок.
Сопровождение разработки базовых проектов инофирмами.
Разработка разделов проектной и рабочей документации в полном объёме.
Разработка АСУ ТП технологических объектов.
Оказание технической помощи в процессе эксплуатации объектов проектирования.
Разработка деклараций промышленной безопасности и разделов ИТМ ГОЧС.
Оказание услуг по поставке оборудования.
Авторский надзор за строительством объектов проектирования.
Разработка технологических регламентов, ПЛАС.
Разработка заказной технической документации, подготовка тендеров.
Согласование документации Поставщиков оборудования, осуществление инспекций изготовления оборудования.

## История
10 июня 1945 года Государственным комитетом обороны было принято решение о восстановлении и развитии сланцевой промышленности Эстонской ССР и Ленинградской области и обеспечении газом г. Ленинграда. Для практического решения задач по газификации Ленинграда 20 июня 1945 г. наряду с другими организациями был создан государственный проектный институт «Ленгипрогаз» (с 1974 г.- «Ленгипронефтехим»). Около 3-х лет понадобилось институту и другим участвующим в решении этой задачи проектным и строительным организациям, чтобы в октябре 1948 г. осуществить ввод в действие первого промышленного блока камерных печей на заводе в городе Кохтла-Ярве и магистрального газопровода Кохтла-Ярве — Ленинград, который стал первым в мире газопроводом по передаче искусственного сланцевого газа на большие расстояния. В 1948 году состоялся пуск первого блока камерных печей и поступление бытового газа в Ленинград. С 1945 г. «Ленгипронефтехим» являлся генеральным проектировщиком сланцеперерабатывающих заводов в городах Кохтла-Ярве, Сланцы, Кивиыли и Сызрань.
В 1948—1950 гг. «Ленгипронефтехим» выполнил проект нового газосланцевого завода в г. Сланцы Ленинградской области, сданного в эксплуатацию в 1952 г. По проекту на заводе построены: газогенераторная станция, оборудованная 36-ю генераторами шахтного типа, три блока камерных печей, узлы очистки бытового газа, многочисленные объекты общезаводского хозяйства. В связи с этим, Постановлением Совета министров СССР от 29 сентября 1951 г. «Ленгипрогаз» был выделен из состава «Гипрогазтопрома» в самостоятельный институт с отнесением его к проектным организациям первой группы и подчинением непосредственно Министерству нефтяной промышленности. К концу 40-х и началу 50-х годов прошлого столетия осуществлён переход на проектирование объектов по переработке нефти — технологических установок и нефтеперерабатывающих заводов. С середины 50-х годов институт стал ведущим в области процессов облагораживания углеводородов из катализата риформинга. Первая отечественная установка каталитического риформинга на платиновом катализаторе построена в 1954 г. по проекту «Ленгипрогаза» на Краснодарском НПЗ.
Период 1960-70 гг. характеризовался переходом в нефтепереработке и нефтехимии к строительству в основном укрупнённых и комбинированных установок ЛК-6У. В 2-3 раза были увеличены единичные мощности установок первичной перегонки, каталитического крекинга, производства масел. Строительство, пуск и освоение первой комбинированной системы ЛК-6у осуществлялось на Мозырском НПЗ.
Большая потребность в нефтепродуктах в Северо-Западном регионе страны продиктовала необходимость сооружения нефтеперерабатывающего завода в этом регионе. Из всех возможных точек была выбрана площадка в г. Кириши. Строительство завода началось с 1960 г. Проектом завода предусматривалась выработка продукции, соответствующей мировым стандартам. Киришский НПЗ обладал наилучшими показателями среди заводов второго поколения, строившихся в 1955—1970 гг.
Начиная с 1963 г., институтом осуществлялось проектирование отдельных технологических установок для зарубежных стран: Болгарии, Венгрии, КНДР, Индии, Эфиопии, Турции, Югославии, Кубы. Эти объекты были построены и введены в эксплуатацию в период 1964—1987 гг. и эксплуатируются до настоящего времени.
В 1972 г. «Ленгипронефтехим» выпустил технический проект комплекса до производству орто- и параксилолов Киришского НПЗ. Построенный в 1975 году на базе японского оборудования и американской технологии этот комплекс стал крупнейшим в стране производителем этих ароматических углеводородов.
В 1978 г. сданы в эксплуатацию комбинированные системы ЛК-6У на Кременчугском, Павлодарском и Мозырском (вторая) НПЗ. Две системы ЛК-6У построены на Мажейкском НПЗ (1980 и 1983 гг.), по одной — на Ачинском (1983 г.) и Чимкентском (1985г).
Начиная с 1989 г. проектируется комплекс по производству ЛАБ/ЛАБС на базе технологии дегидрирования парафинов для получения моноолефинов и последующего алкилирования бензолом по лицензии фирмы «UOP» и осуществляемой фирмой «Panador» на Киришском НПЗ. Комплекс введён в эксплуатацию в 1996 г.
В период с 1990 по 2010 годы реализованы проекты:
- реконструкции установок Л-35-11/1000 — на Ангарском НХК; ЛГ-35-11/300-95 — на Ухтинском НПЗ; Л-35-11/300 — на Ярославском НПЗ;
- завод «Изофлекс» по производству кровельных материалов в ООО «КИНЕФ»;
- комбинированная установка облагораживания моторных топлив ЛКС-35-64 на Сургутском ЗСК;
- завод по производству линейного алкил-бензола и линейного алкилбензолсульфоната (ЛАБ/ЛАБС) в ООО «КИНЕФ».
- установка гидроочистки дизельного топлива ЛЧ-24-2000/85 в ПО «Орскнефтеоргсинтез».
- сливно-наливная эстакада тёмных нефтепродуктов в Клайпеде (Литва).
- реконструкция установки Л-35/5 и совместный проект с фирмой «Литвин» установки ЛФ-35-21/1000 на НПЗ ОАО «Лукойл-Нижегороднефтеоргсинтез».
- строительство установки изомеризации с предварительной гидроочисткой на площадке ОАО «Ачинский НПЗ»;
- проектная и рабочая документация объектов завода глубокой переработки нефти в составе ООО «КИНЕФ», включая установку гидродепарафинизации смеси атмосферного газойля с бензином висбрекинга (Л-24-10/2000);
- проектная документация для нового нефтеперерабатывающего завода на площадке ООО «РН-Туапсинского НПЗ» мощностью12 млн т. в год.
- Декларация о намерениях инвестирования в строительство Приморского НПЗ (г. Находка) мощностью 10 млн т. в год по перерабатываемой нефти.

## Настоящее
Последнее десятилетие характеризует деятельность института, как партнёра российских НПЗ в области реализации правительственной программы по повышению качества и доведения до мировых стандартов выпускаемых нефтепродуктов.
Самыми масштабными реализуемыми проектами для ООО «Ленгипронефтехим» в последнее время является строительство Завода глубокой переработки нефти в составе ООО «КИНЕФ» г. Кириши и разработка проектной и рабочей документации на новый нефтеперерабатывающий завод ОАО «НК Роснефть» на территории Туапсинского НПЗ мощностью 12 млн т. год.
Среди объектов завода глубокой переработки нефти: Комбинированная установка глубокой переработки мазута с использованием процесса Гидрокрекинга, установка гидродепарафинизации смеси атмосферного газойля с бензином висбрекинга Л-24-10/2000, установка производства элементарной серы с узлом регенерации насыщенного раствора ДЭА и грануляции серы а также более 90 объектов общезаводского хозяйства.
ООО «Ленгипронефтехим» разработана рабочая документация порядка 90 % объектов. Рабочая документация на остальные объекты разработана ОАО «ВНИПИНефть», ОАО «Гипрогазоочистка», CB&I Lummus и т. д.
В составе завода глубокой переработки нефти реализуется строительство установки гидродепарафинизации смеси атмосферного газойля с бензином висбрекинга Л-24-10/2000. Установка обеспечивает производство дизельного топлива летнего и зимнего с ультранизким содержанием серы 5 ppm и содержанием полиароматических углеводородов не более 2 %, что удовлетворяет самым жёстким российским и европейским стандартам. Завершающую стадию строительства данной установки 8 июля 2011 года в г. Кириши посетил Председатель Правительства Путин В. В.
Для обеспечения требований Технического регламента «О требованиях к автомобильному и авиационному бензину, дизельному и судовому топливу, топливу для реактивных двигателей и топочному мазуту» ООО «Ленгипронефтехим» приступил к проектным работам по Комплексу производства высокооктановых компонентов бензина, являющегося первой пусковой очередью Комплекса каталитического крекинга реализуемого на ООО «КИНЕФ». В настоящее время определена площадка строительства, разработан Технико-экономический расчёт эффективности строительства Комплекса производства высокооктановых компонентов бензина, подготовлены задания и началась работа с Лицензиарами процессов, идёт разработка рабочей и проектной документации. Мощность Комплекса производства высокооктановых компонентов бензина будет составлять 2,3 млн тонн в год. Основной составляющей будет являться Комбинированная установка ЛК-2Б состоящая из секций гидроочистки и подготовки сырья, секции изомеризации, секции риформинга с непрерывной регенерацией катализатора и секции вспомогательных систем. Также для нужд Комплекса будут построены, как новые объекты общезаводского хозяйства, так и реконструированы существующие. Реализация данного проекта позволит ООО «КИНЕФ» в полном объёме выпускать автомобильные бензины соответствующие требованиям ЕВРО-5.

## Справка
Начиная с 2005 года OOO «Ленгипронефтехим» является дочерним предприятием ОАО «Сургутнефтегаз», входя в состав крупной вертикально-интегрированной нефтяной компании.